# Hugo María van Steekelenburg
Hugo María Van Steekelenburg (ur. 15 października 1937 w Wateringen) – holenderski duchowny rzymskokatolicki posługujący w Brazylii, w latach 1999-2013 biskup Almenara.

## Życiorys
Święcenia kapłańskie przyjął 8 czerwca 1964. 23 czerwca 1999 został prekonizowany biskupem Almenara. Sakrę biskupią otrzymał 24 września 1999. 19 czerwca 2013 przeszedł na emeryturę.